# 제4회 아카데미상
제4회 아카데미상은 1931년 11월 10일에 열린 시상식이다. LA 빌트모어 호텔에서 개최되었으며 사회자는 로렌스 그랜트이다.

## 후보 및 수상

### 작품상
- 시마론 - 윌리엄 레바론 수상
- 특종 기사 - 하워드 휴즈
- 스키피 - 아돌프 주커
- 이스트 린 - Fox
- 트레이더 혼 - MGM

### 남우주연상
- 자유의 혼 - 라이오넬 베리모어 수상
- 시마론 - 리처드 딕스
- 특종 기사 - 아돌프 멘주
- 로얄 패밀리 오브 브로드웨이 - 프레드릭 마치
- 스키피 - 잭키 쿠퍼

### 여우주연상
- 참극의 선착장 - 마리 드레슬러 수상
- 시마론 - 아이린 던
- 자유의 혼 - 노마 셔러
- 홀리데이 - 앤 하딩
- 모로코 - 마를렌 디트리히

### 감독상
- 스키피 - 노먼 터로그 수상
- 시마론 - 웨슬리 러글스
- 자유의 혼 - 클라렌스 브라운
- 특종 기사 - 루이스 마일스톤
- 모로코 - 조세프 본 스텐버그

### 각본상
- 새벽의 출격 - 존 몽크 사운더스 수상

### 각색상
- 시마론 - 하워드 에스터브룩 수상

### 촬영상
- 타부 - 플로이드 크로스비 수상

### 미술상
- 시마론 - 맥스 리 수상

### 음향믹싱상
- Paramount Publix SSD 수상